# Ante Dulibić
Ante Dulibić (Šibenik, 19. veljače 1867. − Šibenik, 1935.) je bio hrvatski pravaški političar. Po struci bio je odvjetnik. 
Bio je glavnim predstavnikom šibenskog pravaštva uz šibenskog načelnika dr. Ivu Krstelja i liječnika dr. Matu Drinkovića. 1904. postao je Dulibić zastupnikom Dalmatinskog sabora. Sljedeće godine pridružio se Hrvatskoj stranci koju je ubrzo napustio. U političkoj karijeri napredovao je. 1907. je godine na izborima postao zastupnikom u Carevinskom vijeću u kojem se iskazao živom djelatnošću. Pobijedio je u izbornom kotaru Šibenik – Tisno – Skradin.
Zastupnički mandat uspio je obraniti i na sljedećim izborima, s time što je bio u pravaškim redovima. Pobijedio je u izbornom kotaru Šibenik – Tisno – Skradin.